# HIP 41431
Désignations
HIP 41431 est un système stellaire quadruple hiérarchique à trois niveaux de la constellation du Cancer. Le sous-système triple central, constitué de trois étoiles presque identiques, est un système multiple spectroscopique à raies triples : autrement dit, le spectre des trois composantes est observé. Ce système triple forme avec le compagnon externe est un système binaire spectroscopiques à raies simple : autrement dit, on observe la variation de la vitesse radiale du système triple mais on n'observe pas directement (ni visuellement, ni spectroscopiquement) le compagnon.

## Structure et membres
Le système quadruple est hiérarchique en trois niveaux. La paire centrale est constituée des étoiles A et B. Cette paire constitue un système binaire avec l'étoile C. Enfin, ce triplet d'étoile constitue un système binaire avec l'étoile D.
|  | A |
|  |   |
|  | B |
|  |   |

|  | C |
|  |   |

|  | A |
|  |   |
|  | B |
|  |   |

|  | C |
|  |   |

|  | \| \| D \| \| \| \| |
|  |                     |
|  | D                   |
|  |                     |

|  | D |
|  |   |

|  | A |
|  |   |
|  | B |
|  |   |

|  | C |
|  |   |

|  | A |
|  |   |
|  | B |
|  |   |

|  | C |
|  |   |

|  | \| \| D \| \| \| \| |
|  |                     |
|  | D                   |
|  |                     |

|  | D |
|  |   |